# 特樂弄蝶屬
特樂弄蝶屬（學名：Telles）是弄蝶科弄蝶亞科中的一個屬。物種分佈於南美中北部。

## 物種
- 特樂弄蝶 Telles arcalaus
- Telles pyrex